# ثقافة ميانمار

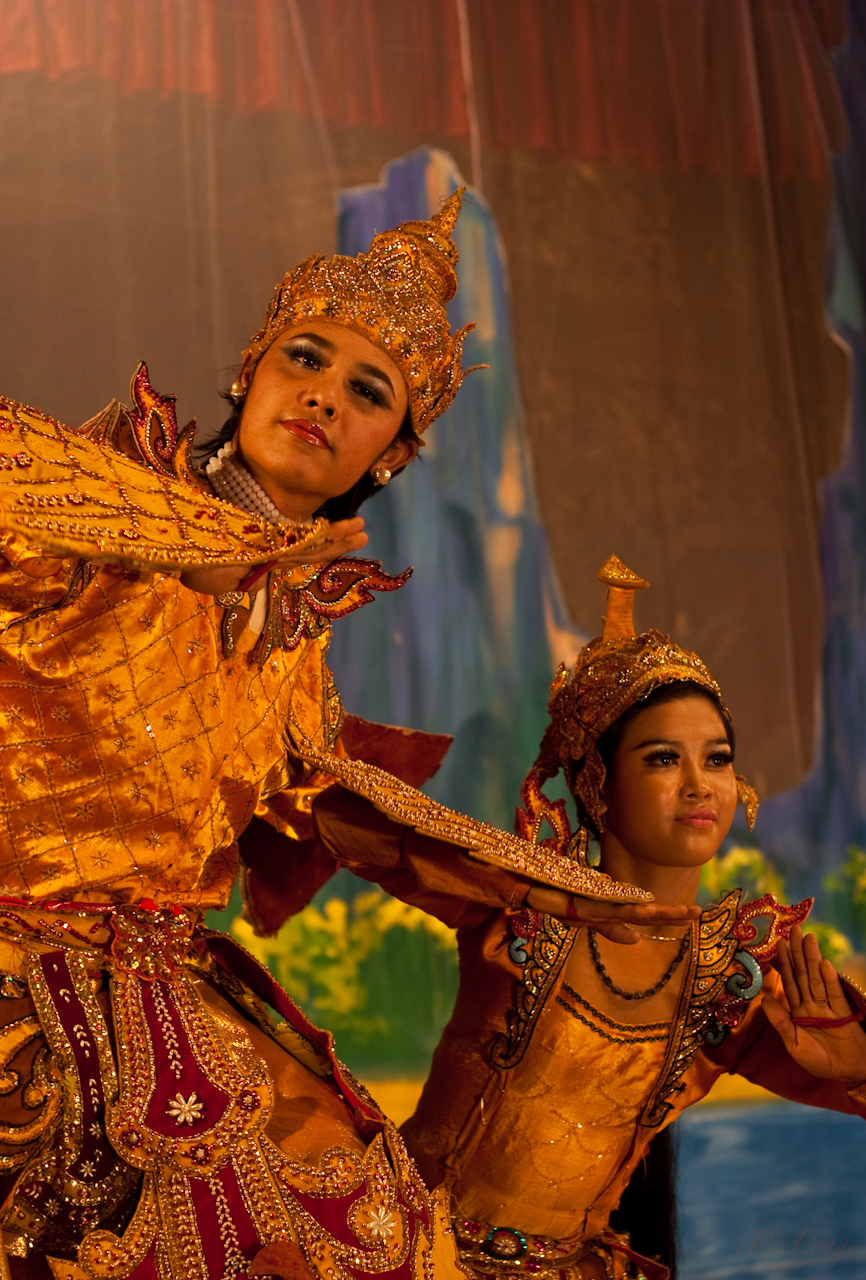

تأثرت ثقافة ميانمار (المعروفة أيضًا باسم بورما) تأثرًا شديدًا بالبوذية. تأثرت الثقافة البورمية أيضًا بجيرانها.
في الآونة الأخيرة، أثر الحكم الاستعماري البريطاني والثقافة الغربية على جوانب الثقافة البورمية، بما في ذلك اللغة والتعليم.

## الفنون
تاريخيًا، كان الفن البورمي قائمًا على الأساطير البوذية أو الهندوسية. هناك العديد من الأنماط الإقليمية لصور بوذا، ولكل منها خصائص مميزة معينة. على سبيل المثال، يتألف نمط ماندالاي، الذي تطور في أواخر القرن التاسع عشر، من تمثال بوذا البيضوي الشكل ذي الملامح الواقعية، بما في ذلك الحاجبين المنحنيين بشكل طبيعي، وآذان صغيرة ولكنها ما تزال بارزة، ورداء ملفوف. هناك 10 فنون تقليدية، تسمى بان سي مايو، مدّرجة على النحو التالي:
1. الحدادة
2. فن حفر الخشب
3. صياغة الذهب
4. زخارف جصية
5. حجارة البناء
6. النحت الصخري
7. تشكيل الأخشاب
8. التصوير
9. أدوات طلاء اللك
10. صب البرونز

بالإضافة إلى الفنون التقليدية هناك نسج الحرير، والفخار، وصناعة النسيج، ونقش الأحجار الكريمة، وصناعة أوراق الذهب. عادةً ما يكون أسلوب بناء المعابد من الطوب والجص، وغالبًا ما تكون الباغودا مغطاة بطبقات من أوراق الذهب بينما تتجه الأديرة إلى البناء من الخشب (على الرغم من أن الأديرة في المدن من المرجح أن تكون مبنية من مواد حديثة). يُعرف الطراز المعماري البورمي بسقف شائع جدًا اسمه بياتات، وهو سقف متعدد المستويات ومتدرج.

### الأدب
تأثر الأدب البورمي بشكل كبير بالبوذية، ولا سيما حكايات جاتاكا. العديد من الأعمال التاريخية واقعية. ومع ذلك، أدخل الاستعمار البريطاني العديد من أنواع الأدب الخيالي، والتي أصبحت شائعة للغاية اليوم. احتل الشعر مكانة بارزة، وهناك عدة أشكال شعرية تفرد بها الأدب البورمي. بحلول عام 1976، لم ينشر سوى 411 مؤلفًا سنويًا، مقارنة مع عام 1882، والذي نُشر فيه 445 مؤلفًا. من العوامل المختلفة التي ساهمت في تراجع الإنتاج الأدبي البورمي: العملية البيروقراطية المطولة للحصول على تصاريح الطباعة، والرقابة، وزيادة الصعوبات الاقتصادية للمستهلكين بسبب المخططات الاقتصادية الاشتراكية.
تشبه الروايات الشعبية في مواضيعها الروايات الغربية، وغالبًا ما تضمنت المغامرة، والتجسس، والعمل البوليسي، والرومانسية. ترجم العديد من الكتاب أيضًا الروايات الغربية، وخاصة روايات آرثر هيلي، وهارولد روبنز. كان قطاع الترجمة مزدهرًا لأن الحكومة البورمية لم توقع على اتفاقية حقوق النشر العالمية، والتي كانت لتجبر الكتاب البورميين على دفع إتاوات للكتاب الأصليين.
تتمتع القصص القصيرة، التي تُنشر غالبًا في المجلات، بشعبية هائلة أيضًا. غالبًا ما تعالج القصص المصورة الحياة اليومية ولديها رسائل سياسية (مثل انتقادات خفية للنظام الرأسمالي)، ويرجع ذلك جزئيًا إلى أنها لا تخضع للرقابة من قبل مجلس التدقيق الصحفي على عكس الروايات. الشعر هو أيضًا نوع شعبي اليوم، مثلما كان خلال العصر الملكي، ولكن على عكس الروايات والأعمال الأخرى التي تستخدم اللغة الأدبية البورمية، يستخدم الشعر اللغة البورمية العامية بدلًا من الأدبية. يقود هذه الحركة الإصلاحية كتاب ذوو ميول يسارية يؤمنون بضرورة استخدام لغة الرجال العاديين (اللغة العامية والعامية للبورمية) بدلًا من اللغة البورمية الرسمية في الأدب.
تعد الصحفية كياو ما لاي واحدة من أعظم الكاتبات في فترة ما بعد الاستعمار. كانت خين ميو تشيت كاتبة أخرى مهمة، من أعمالها، ألماسة 13 قيراط (1955)، والتي تُرجمت إلى العديد من اللغات. كان الصحفي لودو يو هلا مؤلفًا للعديد من مجلدات فولكلور الأقليات الإثنية، وروايات عن نزلاء سجون في عصر يو نو، وسير ذاتية لأشخاص عملوا في مهن مختلفة. كتب رئيس الوزراء يو نو بنفسه العديد من المسرحيات والروايات ذات التوجهات السياسية.
من بين الكتّاب الغزيري الإنتاج في حقبة ما بعد الاستعمار ثين بي ماينت (من مؤلفاته مسافر عبر المحيط، وملكة اللؤلؤة، التي تعتبر كلاسيكيات بورمية)، وميا ثان تينت (المعروف بترجمته للكلاسيكيات الغربية مثل الحرب والسلام)، وثادا سوي، وميات هتون. من بين الكاتبات المتميزات، اللواتي كن أيضًا قوة حاضرة دائمًا في تاريخ الأدب البورمي، كي آي، وخين حنين يو، وسان سان نويه. المؤرخون البورميون الذين كانوا مشهورين في بورما: با شين، وثان تون، وثانت مينت يو، وهتين أونغ، وساو سايمونغ، وميوما مينت كايوي، وسان سي. بو.

### الرقص
يمكن تقسيم الرقص في بورما إلى رقصات درامية، وشعبية، وقروية، ونات، ولكل منها خصائص مميزة. على الرغم من تأثر الرقص البورمي بتقاليد الرقص. رقصة يودايا أكا مشهورة أيضًا في ميانمار، ويودايا هو الاسم الذي أطلقه البورمي على تايلاند. رقصة يودايا هي الرقص للترفيه عن العائلات المالكة في البلاط الملكي فقط، وهي تحتفظ بصفات فريدة تميزها عن الأساليب الإقليمية الأخرى، بما في ذلك الحركات الزاويّة، وسريعة الوتيرة، والحيوية، والتركيز على الوضع وليس الحركة.

### الموسيقى
تستخدم أنواع مختلفة من الموسيقى البورمية مجموعة من الآلات الموسيقية التقليدية، التي تٌجمع في أوركسترا تُعرف باسم هسنغ وينغ والتي جعلها الموسيقي البورمي كيا كيا نينغ معروفة على نطاق واسع في الغرب. تعتبر الموسيقى الشعبية التقليدية غير نمطية في موسيقى جنوب شرق آسيا، إذ تتميز بتغيرات مفاجئة في الإيقاع واللحن وكذلك التغيير في التركيب والصوت. هناك أداة فريدة من نوعها في بورما هي سانغ غاك، وهي قيثارة مقوسة يمكن إرجاعها إلى عصور ما قبل الحيثيين.
توجد التقاليد الكلاسيكية للموسيقى البورمية في ماهاغيتا، وهي مجموعة واسعة من الأغاني الكلاسيكية وتنقسم عادةً إلى مجموعات داخلية وخارجية. تميل هذه الأغاني إلى أن تكون حول أساطير مختلفة في بالي ثم امتزجت البورمية مع بالي، فيما يتعلق بالدين أو قوة ومجد الملوك، ثم الجمال الطبيعي للأرض والغابات والفصول، وفي النهاية الجمال الأنثوي والحب والعاطفة والشوق بالإضافة إلى الموسيقى الشعبية التي تغنى في حقول الأرز. لكن موسيقى البوب، سواء المعتمدة أو المحلية، تهيمن على موسيقى بورما اليوم.

## التقاليد
التحية البورمية «التقليدية» هي مينغالابا، من بالي مانغلا وترجمت تقريبًا على أنها «ميمون لك»، لكن هذا الشكل من التحية حديث نسبيًا، نشأ في الستينيات كبديل في المدارس لتحية اللغة الإنجليزية «صباح الخير/مساء الخير، أيها المعلم» في المدارس التبشيرية المؤممة حديثًا. تحيات مثل «هل أكلت؟» و«كيف حالك؟» ما تزال شائعة. «مرحبًا» هي أيضًا تحية شائعة هذه الأيام، في حين أنها كانت تقتصر على الرد على الهاتف.

### الملابس
الثوب البورمي النموذجي هو اللونغي أو اللونغي الهندي، وهو رداء يرتديه كل من الرجال والنساء. حل هذا محل الباسو التقليدي للرجال والهاتمين للنساء بحلول القرن العشرين. بالنسبة للأعمال والمناسبات الرسمية، يرتدي الرجال البرماويون سترة المانشو الصينية على قميص ذوي الياقات الإنجليزية (أحيانًا يرتدون عمامة تسمى غانغ بانغ)، بينما ترتدي النساء البرماويات بلوزة بأزرار من الأمام تسمى ينزي، أو على الجانب تسمى ينبن، و شال. في المناطق الحضرية، أصبحت التنانير والسراويل أكثر شيوعًا، خاصة بين الشباب.
خلال الحقبة الاستعمارية البريطانية، ربط القوميون البورميون الملابس التقليدية، ولا سيما ياو لونغي، وهو نوع لونغي من منطقة ياو، وبيني تايكبون، وهي سترة بلا ياقة بلون أصفر فاقع، مع مناهضة الاستعمار والمشاعر القومية، بسبب حملة القمع في عشرينيات القرن العشرين بسبب زيادة المعارضة. كان يُنظر إلى ارتداء الملابس «التقليدية» على أنه شكل من أشكال المقاومة السلمية بين البورميين. ومع ذلك، أثر الحكم البريطاني على موضة الشعر والملابس. حل قص الشعر قصيرًا، المسمى بو كي، محل الشعر الطويل المعتاد بين الرجال البورميين.
وبالمثل، بدأت النساء في تسريحات الشعر مثل الأماوك، والتي تتكون من الشعر الطويل المجعد الملتف في الأعلى، مع كعكة الشعر التقليدية. أصبح رداء الأنثى السارونغ (هاتمين) أقصر، لا يمتد إلى القدمين، بل إلى الكاحلين، وتناقص طول الجزء العلوي من السارونغ ليكشف عن مزيد من محيط الخصر. شهدت هذه الفترة أيضًا تقديم بلوزة موسلين شفافة للنساء، كاشفة عن صدرية دانتيل تشبه الكورسيه تسمى زا باولي.